# Đi trên mây
Đi trên mây (tên tiếng Anh: A Walk in the Clouds) là một bộ phim lãng mạn của đạo diễn Alfonso Arau phát hành năm 1995. Bộ phim có sự tham gia diễn xuất của Keanu Reeves, Giancarlo Giannini, Anthony Quinn và Aitana Sánchez-Gijón. Nhạc phim được viết bởi Maurice Jarre.

## Câu chuyện
Năm 1945, Paul Sutton trở về sau Chiến tranh thế giới thứ hai và bắt đầu kiếm sống bằng nghề bán sô cô la. Trên một chuyến xe, Paul Sutton gặp Victoria Aragon, một sinh viên đại học Columbia đang về thăm nhà ở thung lũng Napa, California. Victoria Aragon khi đó đang mang thai với một giáo sư, cô lo sợ khi về gặp gia đình, đặc biệt là người cha Alberto. Paul Sutton nhận lời đóng giả chồng của Victoria để cùng cô về nhà và dự định sẽ ra đi ngay sáng hôm sau.
Nhà Victoria là một trang trại trồng nho mang tên "Mây"...

## Nhân vật
- Paul Sutton (Keanu Reeves): Xuất thân từ cô nhi viện, tham gia Chiến tranh thế giới thứ hai, trở lại cuộc sống từ biệt vợ đi bán sô cô la.
- Victoria Aragon (Aitana Sánchez-Gijón): Sinh viên đại học Columbia.
- Alberto Aragon (Giancarlo Giannini): Cha của Victoria Aragon, chủ gia đình.
- Don Pedro Aragon (Anthony Quinn): Ông nội của Victoria Aragon
- Maria Jose Aragon (Angélica Aragón): Mẹ của Victoria Aragon
- Pedro Aragon, Jr. (Freddy Rodriguez): Em trai Victoria Aragon, cũng đi học xa
- Betty Sutton (Debra Messing): Vợ của Paul Sutton